# Гермогенов, Георгий Устинович
Гео́ргий Усти́нович Гермоге́нов (3 (16) апреля 1908, Эргисский наслег, Западно-Хангаласский улус, Якутская область, Российская империя—9 июня 1968, Якутск, ЯАССР, РСФСР, СССР), известный под псевдонимом Эргис, — якутский советский фольклорист.

## Биография
Родился 3 (16) апреля 1908 года в Эргисском наслеге Западно-Хангаласского улуса Якутской области Российской империи.
С 1931 года учился в Татарском педагогическом институте (город Казань, ТатАССР, РСФСР, СССР).
В 1933—1934 годах принимал участие в разработке терминологии и орфографии якутского языка.
За годы работы написал множество методических руководств и иных трудов, посвящённых олонхо — якутскому народному эпосу, якутским сказкам, песням и мифологии, переводил на русский язык классиков якутской литературы.
Кроме монографий и самостоятельно составленных трудов, подготовил к изданию и снабдил научным аппаратом эпос «Нюргун Боотур Стремительный», изданный в 1947 году, двухтомный труд «Исторический предания и рассказы якутов», оба тома которого вышли в 1960 году, два тома «Якутских сказок», выпущенных, соответственно, в 1964-м и 1967 годах.

## Труды
- Гермогенов, Г. У. Спутник якутского фольклориста : методическое руководство. — 1945[1].
- Гермогенов, Г. У. Памятка собирателя советского фольклора : методическое руководство. — 1947[1].